# Llangynhafal
Llangynhafal est un village et une communauté du Denbighshire, au pays de Galles.
Il est situé dans l'est du comté, au nord de la ville de Ruthin.

## Démographie
Au recensement de 2011, la communauté de Llangynhafal, qui comprend aussi le village de Gellifor (en), comptait 634 habitants.